# Osyp Kohut
Osyp Kohut, ukr. Осип Когут (ur. 2 lutego 1891 w Buczaczu, zm. 15 października 1941 w Starobielsku) – ukraiński polityk, adwokat i działacz społeczny, poseł na Sejm II kadencji w II RP.

## Życiorys
Ukończył studia prawnicze, został doktorem praw. 
W 1916 współtwórca i żołnierz oddziałów Ukraińskich Strzelców Siczowych w Galicji Wschodniej (w stopniu podchorążego). W II Rzeczypospolitej prowadził kancelarię adwokacką w Bohorodczanach, gdzie wydawał również pismo Bohorodczanśkyj Cip. Członek zarządu Ukraińskiej Partii Socjalistyczno-Radykalnej (USRP). Był w delegacji USRP, która w 1928 zgłosiła akces partii do Socjalistycznej Międzynarodówki Robotniczej na jej kongresie w Brukseli. 
Był posłem na Sejm RP II kadencji (1928–1930) z listy nr 22 (Blok Ukraińskich Partii Socjalistycznych i Włościańsko-Robotniczych). Z uwagi na swe radykalne poglądy znalazł się w 1929 w konflikcie ideowym z większością kierownictwa partii, władze USRP przygotowywały się do usunięcia go z szeregów organizacji (okólnik ZG USRP z 13 maja 1929). Z decyzją zwlekano ze względu na popularność Osypa Kohuta i jego pojednawcze stanowisko wobec kierownictwa partii. Osyp Kohut rozważał też możliwość zrzeczenia się mandatu poselskiego. 
W czasie kampanii wyborczej po rozwiązaniu Sejmu II kadencji został aresztowany w nocy z 9 na 10 września 1930 i osadzony w twierdzy brzeskiej. 15 października 1930 przewieziony z twierdzy brzeskiej do więzienia we Lwowie, następnie do więzienia w Stanisławowie. 27 grudnia 1930 wypuszczony za kaucją 5000 złotych. Pierwotnie jego proces miał odbyć się 7 października 1931 we Lwowie, rozpoczął się ostatecznie 7 marca 1932. Osyp Kohut został oskarżony o podburzanie ludności w czasie wieców i wzywanie do niepłacenia podatków. Skazany na półtora roku więzienia z zaliczeniem aresztu śledczego oraz na pokrycie kosztów procesu. 15 września 1932 odbyła się rozprawa kasacyjna przed Sądem Najwyższym RP, który skierował sprawę do ponownego rozpatrzenia przez sąd we Lwowie. 14 listopada 1932 rozpoczął się we Lwowie ponowny proces, w którym 15 listopada Osyp Kohut został skazany na pięć miesięcy więzienia z zawieszeniem na pięć lat. Pod koniec 1931 ostatecznie wycofał się z życia politycznego. 
Pod koniec lat trzydziestych współpracował z greckokatolickim biskupem stanisławowskim Hryhorijem Chomyszynem. 
Po agresji ZSRR na Polskę 21 października 1939 aresztowany przez NKWD, skazany 19 marca 1940 na 4 lata pozbawienia wolności z artykułu 54-10 KK USRR. Orzeczeniem Sądu Najwyższego USRR z 29 kwietnia 1940 uniewinniony i zwolniony. Ponownie aresztowany w 1941, skazany 17 maja 1941 przez Kolegium Specjalne NKWD z artykułu 54-13 KK USRR na 8 lat pozbawienia wolności i wysłany do obozu koncentracyjnego w kompleksie obozów Gułagu Siewwostłag (Kołyma). Zmarł w starobielskim więzieniu etapowym.
Autor nekrologu dra Myrona Witoszynskiego